# Japonsko na Zimních olympijských hrách 1998
Japonsko na Zimních olympijských hrách 1998 reprezentovalo 156 sportovců (92 mužů a 64 žen) v 14 sportech.

## Medailisté
| Medaile | Jméno                                                       | Sport                | Disciplína                    |
| ------- | ----------------------------------------------------------- | -------------------- | ----------------------------- |
| Zlato   | Tae Satojová                                                | Akrobatické lyžování | Ženy boule                    |
| Zlato   | Takafumi Nišitani                                           | Short track          | Muži 500 m                    |
| Zlato   | Kazujoši Funaki                                             | Skoky na lyžích      | Muži velký můstek (K120 90m)  |
| Zlato   | Takanobu Okabe Hiroya Saito Masahiko Harada Kazujoši Funaki | Skoky na lyžích      | Družstvo mužů (K120 90m)      |
| Zlato   | Hirojasu Šimizu                                             | Rychlobruslení       | Muži 500 m                    |
| Stříbro | Kazujoši Funaki                                             | Skoky na lyžích      | Muži střední můstek (K90 70m) |
| Bronz   | Hitoshi Uematsu                                             | Short track          | Muži 500 m                    |
| Bronz   | Masahiko Harada                                             | Skoky na lyžích      | Muži velký můstek (K120 90 m) |
| Bronz   | Hirojasu Šimizu                                             | Rychlobruslení       | Muži 1 000 m                  |
| Bronz   | Tomomi Okazakiová                                           | Rychlobruslení       | Ženy 500 m                    |